# قائمة مسلسلات رمضان 2008
قائمة مسلسلات رمضان 2008 هذه قائمة بالمسلسلات التلفزيونية التي عُرضت في شهر رمضان 2008:

## مسلسلات مصرية

### الإجتماعية
المسلسلات الاجتماعية:
| اسم المسلسل              | قنوات العرض                   | وقت العرض | الممثلون                                          |
| ------------------------ | ----------------------------- | --------- | ------------------------------------------------- |
| قلب ميت مسلسل            |                               |           | غادة عادل، شريف منير، محمد الشقنقيري              |
| الفنار مسلسل             |                               |           | صابرين، ياسر جلال، أحمد راتب                      |
| عدى النهار               |                               |           | صلاح السعدني، نيكول سابا، رزان مغربي              |
| نسيم الروح مسلسل         |                               |           | مصطفى شعبان، نيللي كريم، صبا مبارك                |
| شرف فتح الباب            |                               |           | يحيي الفخراني، هالة فاخر، أحمد خليل               |
| جدار القلب مسلسل         |                               |           | سميرة أحمد، محمود قابيل، مصطفى فهمي               |
| بنات في الثلاثين مسلسل   |                               |           | منة فضالي، ندى بسيوني، منال سلامة                 |
| الهاي سكول مسلسل         |                               |           | دلال عبد العزيز، محمد رمضان، رامز أمير            |
| بنت من الزمن ده مسلسل    |                               |           | داليا البحيري، باسم سمرة، هالة فاخر               |
| ناصر مسلسل               |                               |           | مجدي كامل، لقاء الخميسي، سوسن بدر                 |
| رمانة الميزان مسلسل      |                               |           | بوسي، سامي العدل، دينا، أحمد فلوكس                |
| قمر مسلسل                | أوربت، المحور                 |           | فيفي عبده، فتوح أحمد، حسن الأسمر، محمد كامل       |
| الدالي 2 مسلسل           |                               |           | نور الشريف، سوسن بدر، وفاء عامر                   |
| بعد الفراق مسلسل         |                               |           | هند صبري، خالد صالح، عبد الرحمن أبو زهرة          |
| في ايد امينه مسلسل       | أوربت، دريم، إيه آر تي حكايات |           | يسرا، هشام سليم، جيهان فاضل، روجينا               |
| العائد                   |                               |           | ياسر جلال، فتحي عبد الوهاب، أحمد راتب             |
| هيمة- أيام الضحك والدموع |                               |           | عبلة كامل، حسن حسني، أحمد رزق، ريهام عبد الغفور   |
| طيارة ورق                |                               |           | ميرفت أمين، عزت أبو عوف، غادة إبراهيم             |
| شط إسكندرية              |                               |           | ممدوح عبد العليم، وفاء عامر، عزت أبو عوف          |
| أيام الرعب والحب         |                               |           | سوسن بدر، إياد نصار، جمال إسماعيل                 |
| قصة الأمس                |                               |           | إلهام شاهين، مصطفى فهمي، ميرنا وليد               |
| كلمة حق                  |                               |           | حسن حسني، سامي العدل، إبراهيم يسري                |
| ظل المحارب               |                               |           | هشام سليم، علا غانم، باسم ياخور، إبراهيم يسري     |
| قمر 14 مسلسل             |                               |           | جيهان فاضل، محمود قابيل، تامر هجرس                |
| شريف ونص                 |                               |           | أحمد شومان، درة، شريف رمزي، داليا البحيري         |
| العيادة                  |                               |           | بسمة، خالد سرحان، إدوارد، محمد شرف                |
| تامر وشوقية ج 3          |                               |           | أحمد الفيشاوي، مي كساب، مريم سعيد صالح            |
| راجل وست ستات ج 3        |                               |           | أشرف عبد الباقي، لقاء الخميسي، سامح حسين          |
| الهاربة                  |                               |           | خليل مرسي، عبير صبري، تيسير فهمي                  |
| علي مبارك                |                               |           | كمال أبو رية، أحمد وفيق، باسم سمرة                |
| دموع القمر               |                               |           | نور، جمال إسماعيل، رياض الخولي، رانيا فريد شوقي   |
| طريق الخوف               |                               |           | إياد نصار، سيد الرومي، مجدي كامل                  |
| وكالة عطية               |                               |           | حسين فهمي، انتصار، مايا نصري                      |
| عاليها واطيها            |                               |           | حسين الإمام، نشوى مصطفى، السيد راضي               |
| ليل الثعالب              |                               |           | فاروق الفيشاوي، فردوس عبد الحميد، صلاح رشوان      |
| قلب الخطر                |                               |           | سوسن بدر، ماجد المصري، مها أحمد                   |
| جريمة على الساحل الشمالي |                               |           | هالة صدقي، منة جلال، وائل نور                     |
| وعادت القلوب             |                               |           | عزت العلايلي، محي الدين عبد المحسن، شريف خير الله |
| ذكريات الزمن القادم      |                               |           | خالد ذكي، رانيا فريد شوقي، محمد وفيق              |
| النهر والتماسيح          |                               |           | صفاء أبو السعود، عايدة رياض، سمير صبري            |
| مكتوب                    |                               |           | رانيا القابسي، درة، سميرة مقرون                   |
| شوفلي حل ج 5             |                               |           | منى نور الدين، كمال التواتي، بشرى السلطاني        |
| صيد الريم                |                               |           | فتحي الهداوي، رؤوف بن عمر، سناء يوسف              |

## المسلسلات السورية

### التراثية
| اسم المسلسل    | قنوات العرض                             | معلومات       |
| -------------- | --------------------------------------- | ------------- |
| باب الحارة     | إم بي سي 1، قناة سوريا الأولى           | الجزء الثالث. |
| أولاد القيمرية | أوربت، قناة سورية الأولى                | الجزء الأول   |
| أهل الراية     | القناة الفضائية السورية                 | الجزء الأول   |
| الحصرم الشامي  | أوربت                                   | الجزء الثاني. |
| الحوت          | الفضائية السورية، قناة دبي، قناة الكويت | الجزء الأول   |
| بيت جدي        | قناة السعيدة                            | الجزء الأول   |

### التاريخية
| اسم المسلسل                          | قنوات العرض                    | الممثلون                          |
| ------------------------------------ | ------------------------------ | --------------------------------- |
| قمر بني هاشم                         | القناة الفضائية السورية، ساهور |                                   |
| أبو جعفر المنصور                     | إم بي سي 1، تلفزيون قطر،       |                                   |
| العارف بالله الإمام عبد الحليم محمود |                                | حسن يوسف، عفاف شعيب، جمال إسماعيل |

### الكوميدية
| اسم المسلسل   | قنوات العرض             | معلومات      |
| ------------- | ----------------------- | ------------ |
| حارة ع الهوا  | الفضائية السورية، ساهور |              |
| مرايا         |                         | مرايا 2008   |
| بقعة ضوء      |                         | الجزء السادس |
| هيك اتجوزنا   |                         |              |
| العيلة عيلتنا |                         |              |
| فتافيت        |                         |              |
| رفيف وعكرمة   |                         |              |
| تاتش كوميدي   |                         |              |
| حالي حال      |                         |              |

### الإجتماعية
| اسم المسلسل           | قنوات العرض | وقت العرض | معلومات                      |
| --------------------- | ----------- | --------- | ---------------------------- |
| يوم ممطر آخر          |             |           |                              |
| ليس سرابا             |             |           |                              |
| طقوس الخوف والكراهية  |             |           |                              |
| الخط الأحمر           |             |           | الجزء الثاني من (حاجز الصمت) |
| وحوش وسبايا           |             |           |                              |
| شركاء يتقاسمون الخراب |             |           |                              |
| أقاصيص المسافر        |             |           |                              |
| وجه العدالة           |             |           |                              |
| عرب لندن              |             |           |                              |
| على رصيف الذاكرة      |             |           |                              |
| خبر عاجل              |             |           |                              |
| غفلة الأيام           |             |           |                              |
| صراع على الرمال       | قناة دبي    |           |                              |